# Ptyssiglottis cuprea
Ptyssiglottis cuprea är en akantusväxtart som först beskrevs av Henry Nicholas Ridley, och fick sitt nu gällande namn av B. Hansen. Ptyssiglottis cuprea ingår i släktet Ptyssiglottis och familjen akantusväxter. Inga underarter finns listade i Catalogue of Life.